# Pine Tier Lagoon
Pine Tier Lagoon är en lagun i Australien. Den ligger i kommunen Central Highlands och delstaten Tasmanien, i den sydöstra delen av landet, omkring 110 kilometer nordväst om delstatshuvudstaden Hobart. Pine Tier Lagoon ligger 677 meter över havet. Arean är 0,24 kvadratkilometer. Den sträcker sig 0,7 kilometer i nord-sydlig riktning, och 0,6 kilometer i öst-västlig riktning.
I omgivningarna runt Pine Tier Lagoon växer i huvudsak städsegrön lövskog. Trakten runt Pine Tier Lagoon är nära nog obefolkad, med mindre än två invånare per kvadratkilometer. Genomsnittlig årsnederbörd är 1 078 millimeter. Den regnigaste månaden är september, med i genomsnitt 130 mm nederbörd, och den torraste är februari, med 46 mm nederbörd.